# Dihammaphoroides sanguinicollis
Dihammaphoroides sanguinicollis là một loài bọ cánh cứng trong họ Cerambycidae.